# Vickers E.F.B.8
El Vickers E.F.B.8 fue un prototipo de caza bimotor británico de la época de la Primera Guerra Mundial. Fue abandonado después de que sólo se construyera un avión, ya que se consideraba que los cazas monomotores tenían una maniobrabilidad superior.

## Diseño y desarrollo
En el otoño de 1915, Vickers estaba trabajando en el diseño de un caza bimotor, el E.F.B.8 (Experimental Fighting Biplane No. 8, Biplano de combate experimental), así como en el gran Vickers E.F.B.7, armado con un cañón. Este diseño, que fue asignado a Rex Pierson, era para un caza más pequeño, armado con ametralladoras. Con el doble de potencia que el avión propulsor monomotor Vickers F.B.5 "Gunbus", que, si bien poseía un armamento efectivo, era demasiado lento, se esperaba que el E.F.B.8 tuviera un rendimiento adecuado. Al igual que el E.F.B.7, el E.F.B.8 era un biplano de dos vanos con una estructura de tubos de acero recubierta de contrachapado y tela, y estaba propulsado por dos motores rotativos tractores Gnome Monosoupape montados entre las alas. Sin embargo, era mucho más compacto, con una envergadura 6,1  m menor y 230 kg más ligero. El artillero, armado con una única ametralladora Lewis, estaba sentado en el morro, mientras que el piloto, como en el E.F.B.7, se sentaba bajo el borde de fuga de las alas, alejado del artillero, lo que dificultaba la cooperación entre ellos en combate.
El E.F.B.8 voló en noviembre de 1915, demostrando un buen rendimiento, siendo el avión bimotor más rápido de 1915, aunque con un rendimiento no tan bueno como se esperaba. No se consideró lo suficientemente maniobrable para su uso como caza, y ante la perspectiva de desarrollar cazas monomotores con mejores prestaciones y armas sincronizadas, se rechazó su producción. Sin embargo, la experiencia en su diseño le resultó útil a Pierson cuando, dos años más tarde, desarrolló el bombardero Vickers Vimy, que era mucho más grande, pero de diseño similar.

## Especificaciones
Referencia datos: Vickers Aircraft since 1908

### Características generales
- Tripulación: Dos (piloto y artillero)
- Longitud: 8,6 m (28,2 ft)
- Envergadura: 11,7 m (38,3 ft)
- Altura: 3 m (9,8 ft)
- Superficie alar: 43,5 m² (468,2 ft²)
- Peso vacío: 835 kg (1840,3 lb)
- Peso cargado: 1184 kg (2609,5 lb)
- Planta motriz: 2× motor rotativo de 9 cilindros refrigerado por aire Gnome Monosoupape.
  - Potencia: 75 kW (103 HP; 102 CV) cada uno.
- Hélices: 1× bipala de paso fijo por motor.

### Rendimiento
- Velocidad máxima operativa (Vno): 158 km/h (98 MPH; 85 kt) a 1500 m (5000 pies)
- Alcance: 3 h
- Techo de vuelo: 4300 m (14 108 ft)
- Tiempo a altitud: 10 min para 1500 m (5000 pies)

### Armamento
- Ametralladoras: 

  - 1x Lewis de 7,7 mm en el morro

## Aeronaves relacionadas

### Desarrollos relacionados
- Vickers E.F.B.7

### Aeronaves similares
- Vickers F.B.5

### Secuencias de designación
- Secuencia E.F.B./F.B._ (interna de Vickers): ← F.B.5 - F.B.6 - E.F.B.7 - E.F.B.8 - F.B.9 - F.B.11 - F.B.12 →